# Гроно
Гроно (нем. Grono) — коммуна в Швейцарии, в кантоне Граубюнден.
Входит в состав региона Моэза (до 2015 года входила в округ Моэза (округ)).
1 января 2017 года в состав коммуны Гроно вошли бывшие коммуны Леджа и Вердаббио.
Официальный код — 3832.
Коммуна расположена в долине реки Моеза вблизи швейцарско-итальянской границы. Через коммуну проходит автодорога E43.
Летом 2003 года, во время аномальной жары в Европе, здесь была зарегистрирована одна из самых высоких температур за всю историю метеорологических наблюдений в стране — 41,5 °C.

## Население
На 31 декабря 2013 года население коммуны составляло 997 человек.
На 31 декабря 2019 года население — 1406 человек.